# عيش أيامك (مسلسل)
مسلسل مصري من بطولة نور الشريف عبلة كامل عماد رشاد انعام سالوسة ياسمين الجيلانى عرض في شهر رمضان من عام 2004.